# Villa Publica
De Villa Publica (Nederlands:Huis van het volk) was een openbaar gebouw in het oude Rome.

## Geschiedenis
De villa werd in 435 v.Chr. gebouwd door Gaius Furius Paculus en Marcus Geganius Macerinus, de censors van dat jaar. Het werd gebruikt om de census te houden. De Villa Publica was het eerste gebouw dat op het Marsveld verrees. In 194 v.Chr. werd de villa gerestaureerd en vergroot.
Naast zijn functie als kantoor voor de censors, werden in de Villa Publica de buitenlandse ambassadeurs begroet en was dit de plaats waar zegevierende generaals afwachten of ze een triomftocht mochten houden. Dit omdat het Marsveld destijds nog buiten het pomerium van de stad lag; binnen deze heilige grens mochten geen buitenlanders of magistraten met imperium komen.
In 82 v.Chr. liet Lucius Cornelius Sulla ongeveer zesduizend Samnieten, die hij bij de Slag bij de Porta Colina had gevangengenomen, op het ommuurde terrein van de Villa Publica opsluiten. Terwijl Sulla in de nabij gelegen Tempel van Bellona de senaat toesprak, liet hij (duidelijk hoorbaar voor de aanwezigen) alle krijgsgevangen Samnieten doden. Met deze actie, waarbij dit belangrijke symbool van de Romeinse Republiek op dusdanige wijze met bloed werd besmeurd, wilde Sulla de senaat intimideren.
Vanaf de 2e eeuw v.Chr. werd het terrein rondom de Villa Publica bebouwd. Belangrijke gebouwen als de Saepta Julia, het Diribitorium en het Theater van Balbus werden gedeeltelijk op land van de villa gebouwd. De laatste vermelding van de villa dateert uit 71 n.Chr. toen Vespasianus en Titus hier de nacht voor hun triomftocht voor de Joodse Oorlog doorbrachten. Bij de grote brand van het jaar 80 werd de Villa Publica verwoest. Domitianus liet hem niet herbouwen, maar legde op deze plaats een monumentaal plein of park aan dat Divorum genoemd werd. Het plein was omgeven door portico's en er stonden veel bomen. Domitianus liet in een hoek van het Divorum een tempel ter ere van Vespasianus en Titus oprichten.

## Het gebouw
De villa bestond uit een groot park, met daarin een aantal gebouwen. Mogelijk ging het in eerste instantie alleen om een klein gebouw, waar alleen de documenten van de volkstelling werden bewaard en verrees er pas in 194 v.Chr. een echte villa, die als hoofdkwartier voor de censors diende. In 34 v.Chr. werd een grote muur om de villa gebouwd. De schrijver Varro beschrijft de villa rond het begin van de jaartelling als een eenvoudig gebouw, dat echter rijkelijk versierd was met schilderijen en beelden. Op een munt uit de jaren 50 v.Chr. staat de Villa Publica afgebeeld als een gebouw met twee verdiepingen.

## Antieke bron
1. ↑  Livius, Ab Urbe Condita 4.22.7
2. ↑  Livius, Ab Urbe Condita 34.44.5
3. ↑  Josephus, De Bello Judaico 7.5.4
4. ↑  Varro, Rerum Rusticarum 3.2.3-6

## Referentie
- L. Richardson, jr, A New Topographical Dictionary of Ancient Rome, Baltimore - London 1992, pp.430-431. ISBN 0801843006
- T. Holland, Rubicon: het einde van de Romeinse republiek, Amsterdam, 2006, pp.116 ISBN 9025320511
- F. Coarelli, Rome and environs - an archeological guide, Berkeley 2007, pp.263-265. ISBN 9780520079618